# Arbre génétiquement modifié
Un arbre génétiquement modifié (arbre OGM ou arbre transgénique) est un arbre dont le génome a été modifié à l'aide de techniques de génie génétique, généralement par insertion de fragments d’ADN d’autres espèces. L’objectif est d’introduire dans la plante un caractère (transmissible à sa descendance ou, potentiellement, non transmissible via un gène « terminator ») et n’existant pas naturellement dans la nature ou au sein de l’espèce (ex : résistance à des insectes, bactéries, champignons, virus ou parasites, à des stress environnementaux tels que la sécheresse, la chaleur, le gel et/ou la salinisation, une croissance accélérée, une tolérance à un herbicide total, ou encore un bas taux de lignine pour de réduire les coûts de production de la pâte à papier)°.

## Histoire des arbres transgéniques
- En 1988, des généticiens créent en Belgique le premier arbre transgénique. C'est un peuplier, rendu résistant au glyphosate. 
Au même moment, sous l’égide de l’OCDE, des experts travaillent à un effort d'harmonisation de règles de biosécurité, et de surveillance réglementaire en biotechnologie, dont pour les arbres forestiers[1]

- En 1999, le WWF publie un rapport intitulée GM Technology in the Forest Sector - portant sur les implications environnementales et sociales des arbres GM. Ce document souligne un risque élevé de pollution génétique (via les pollens et graines modifiées par un ou plusieurs transgènes). Les auteurs craignent que les arbres manipulés pour tuer des ravageurs et résister aux herbicides puissent nuire à de nombreuses espèces non ciblées[2]. Selon ce rapport, de 1998 à 1999, en dix ans, 116 sites expérimentaux ont été recensés dans dix-sept pays concernant 24 espèces d'arbres, dont 75 % sont source de bois industriel[2]. Le WWF note que les essais en plein air et les espèces utilisées ne cessent d'augmenter dans le monde. Les États-Unis et le Canada ont accueilli 61 % des essais). Et en Europe, c'est alors la France qui est le pays le plus actif, avec 8 sites créés entre 1992 et 1999 pour tester des arbres rendus par transgénèse résistants aux herbicides et/ou aux insectes, ou encore pour tester des modifications du taux de lignine. L'un de ces tests est confidentiel précise l'ONG.

À cette époque dans le monde tous les arbres GM sont « expérimentaux », mais on évoque déjà de futures autorisation commerciale. De plus si les expériences ont un cadre réglementaire strict dans les pays riches, le secteur privé pilote des essais en Amérique latine, en Afrique et en Asie du sud-est où les mesures de biosécurité et de contrôle législatif sont « insignifiantes », ce qui inquiète l'ONG qui pense que des multinationales se heurtant à certaines barrières légales dans les nations industrialisées en profitent pour développer leurs OGM dans des pays pauvres. Pour ces raisons le WWF demande aux gouvernements du monde entier de décréter un moratoire sur la commercialisation des arbres génétiquement modifiés.
- En 2006, la littérature cite alors environ 200 essais d'arbres GM, principalement réalisés aux États-Unis (64 %) et portant sur 15 essences différentes (fruitières ou forestières). Cependant l'industrie forestière et le privé restent circonspects, à l'exception d'ArborGen en Caroline du Sud, une filiale de groupes papetiers américains et néo-zélandais, qui est présidée par une ancienne de Monsanto, Barbara Wells. ArborGen s'engage discrètement mais fermement dans la production d'arbres transgéniques, testant ses méthodes de transgenèse sur des eucalyptus, des peupliers et des pins. Hervé Kemps note qu'ArborGen vise surtout les pays du Sud, moins regardants sur les risques pour l'environnement et où les oppositions citoyennes sont moins vives ; en avril 2007 le Brésil autorisera ArborGen à y tester des eucalyptus génétiquement modifiés[3]. En 2006 plus de 50 % des essais (contrôlés) en plein air étaient des peupliers rendus résistant aux herbicides (31 % des cas), ou dotés de gènes marqueurs (23 % des cas) ou rendus résistants aux insectes (14 % des cas) [4].

À cette époque un seul arbre (peuplier) avait été autorisé dans la nature, par les autorités chinoises en Chine ; là plus de 1 million de peupliers noirs Populus nigra produisant la toxine insecticide Bt, plantés sur des parcelles de 300 à 500 hectares dans plusieurs régions où les peupliers sont habituellement très attaqués par des insectes . Aux États-Unis, un Institute of Forest Biotechnology (IFB) est créé pour promouvoir les arbres GM sylvicoles, « Si les arbres croissent plus efficacement, ils utiliseront moins d'espace, ce qui  permettra de protéger les forêts naturelles » affirme Susan McCord de l'IFB, interrogée par Hervé Kempf, alors que les écologistes au contraire dénoncent une sylviculture industrielle monospécifique qui en Indonésie et au Brésil est devenue une cause majeure de déforestation (Anne Petermann, du Global Justice Ecology Project).
Ailleurs dans le monde, en termes de biosécurité, les arbres OGM suscitent la méfiance (en Europe notamment). Valenzuela & al. concluent en 2006 que leur avenir dans le secteur forestier dépend de facteurs politiques et publics et mais de cadres réglementaires adéquats à créer, mais aussi d’une acceptation publique des arbres transgéniques . Cette année-là Greenpeace a demandé au secrétariat de la convention des Nations-Unies pour la diversité biologique une interdiction mondiale sur la dissémination des arbres OGM. L'ONG a aussi écrit au gouvernement fédéral du Canada (où 2 peupliers et une épinette OGM avaient été créés et testés dans la région de Québec) en demandant l'arrêt immédiat des essais d´arbres OGM à l´air libre.  
- En 2010, selon un article paru dans Nature Biotechnology [5] le nombre d’essais déclarés avait plus que triplé dans le monde, passant à environ 700 tests réalisés entre 1988 et 2010. L’auteur ne cite pas encore d’effet négatif sur l’environnement, même pour la Chine, mais peu après - comme pour d’autres cultures transgéniques – un nombre croissant de problèmes seront détectés. D’autres auteurs ont montré qu’en Chine les transgènes de peupliers OGM on trapidement commencé à se disperser dans d’autres peupliers de la région (au risque de gravement perturber les écosystèmes et de plus pouvoir être contrôlé[7], peut être durant des siècles selon une modélisation publiée en 2006 [8]).

À la même époque (2010), quelques arbres fruitiers trangéniques sont déjà cultivés aux États-Unis, notamment la papaye  et le prunier, mais dans le monde les arbres forestiers génétiquement modifiés ne sont pas approuvés pour une utilisation commerciale, à deux exception un peuplier GM produisant un insecticide dans ses tissu en Chine, et un eucalyptus GM au Brésil. Ensuite Hawaï a aussi autorisé des plantations d’arbres OGM en plein air.
Plusieurs essences forestières ou paraforestièrse (peupliers) génétiquement modifiées font aussi depuis plus de dix ans l'objet d'essais contrôlés, dont en France par l’INRA à Angers, généralement pour l'industrie papetière, dans l’espoir d’accroitre sa productivité en termes de production de biomasse.
Au milieu des années 2010, après une trentaine d’années de recherche, la mise au point, les essais et l'utilisation d'arbres transgéniques n’ont pas encore donné lieu à des cultures en grande quantité, alors que des plantes annuelles ou vivaces cultivées sont couramment cultivées dans certains pays.
De nombreux experts indépendants plaident pour un niveau élevé de précaution et des réglementations protégeant la biodiversité et l'intégrité évolutive concernant les arbres génétiquement modifiés, car « en raison de leur longue durée de vie et leur importance pour des écosystèmes tels que les forêts, ils posent intrinsèquement - comme le montre l'exemple du peuplier – certains risques environnementaux uniques » .

## Recherches visant à produire ou étudier des arbres transgéniques
Des recherches sur les arbres génétiquement modifiés sont en cours dans quelques laboratoires, et parfois « en plein champs » depuis 1988, d’une part sur des fruitiers, et d’autre part sur des arbres de rente (peuplier GM ou eucalyptus GM pour l’industrie papetière). 
Il existe une revue scientifique et technique dédiée au sujet : « Tree Genetics & Genomes ».
Le peuplier a été le premier choisi, car c’est un arbre à croissance rapide (d'où une évaluation vite disponible lors de tests) et dont le génome est plus léger que celui de pin (autre candidat, mais dont le génome contient 40 à 50 fois plus de gène que le peuplier, qui en contient lui-même bien plus que le génome humain). Le premier arbre dont le génome (38 chromosomes.)a été entièrement séquencé est un peuplier et le premier arbre transgénique également (1986) ; et il reste l'essence qui a fait l'objet du plus grand nombre d'essais et de tests (47 % en 2005) d'arbres génétiquement modifiés (une souche en France, par l'INRA et d'autres au Canada).
Ces expériences ont été critiquées par de nombreuses ONG en raison de leurs risques et incertitudes ; également jugés préoccupants par la Convention sur la diversité biologique qui en 2014 a recommandé à ce sujet d’appliquer le principe de précaution : « La Conférence des Parties, Reconnaissant les incertitudes liées aux impacts environnementaux et socio-économiques potentiels, notamment à long terme et transfrontaliers, des arbres génétiquement modifiés sur la biodiversité forestière mondiale et sur les moyens de subsistance des communautés autochtones et locales et, compte tenu de l'absence de données fiables et de la capacité de certains pays à entreprendre des évaluations des risques et à évaluer ces impacts potentiels, recommande d'adopter une approche de précaution lors de la résolution du problème des arbres génétiquement modifiés », le principal risque étant que des transgènes se diffusent dans la nature. Ils peuvent le faire très facilement via les pollens (via la pollinisation croisée et l’hybridation avec les populations de peupliers sauvages ou cultivés) ou via des drageons. Ces phénomènes de pollution génétique sont une source de « grande préoccupation » .
De nombreuses espèces de peupliers existent dans le monde, toutes concernées, potentiellement, par un risque d’introgression de transgène introduit dans la nature par une culture de peupliers transgéniques. Transgène qui pourrait leur donner un avantage sélectif artificiel sur d’autres espèces tout en rendant l’arbre écologiquement problématique s’il résiste aux désherbants tels que le glyphosage et/ou qu’il produit son propre insecticide Bt .

## Besoin d'un cadre international
Une condition préalable à la poursuite des expérimentations, et plus encore de la commercialisation d’arbres forestiers génétiquement modifiés sera probablement leur stérilité complète , car des peupliers « insecticides » ont déjà commencé à disséminer leurs gènes chez des peupliers sauvages et natifs en Chine,.

## Risques

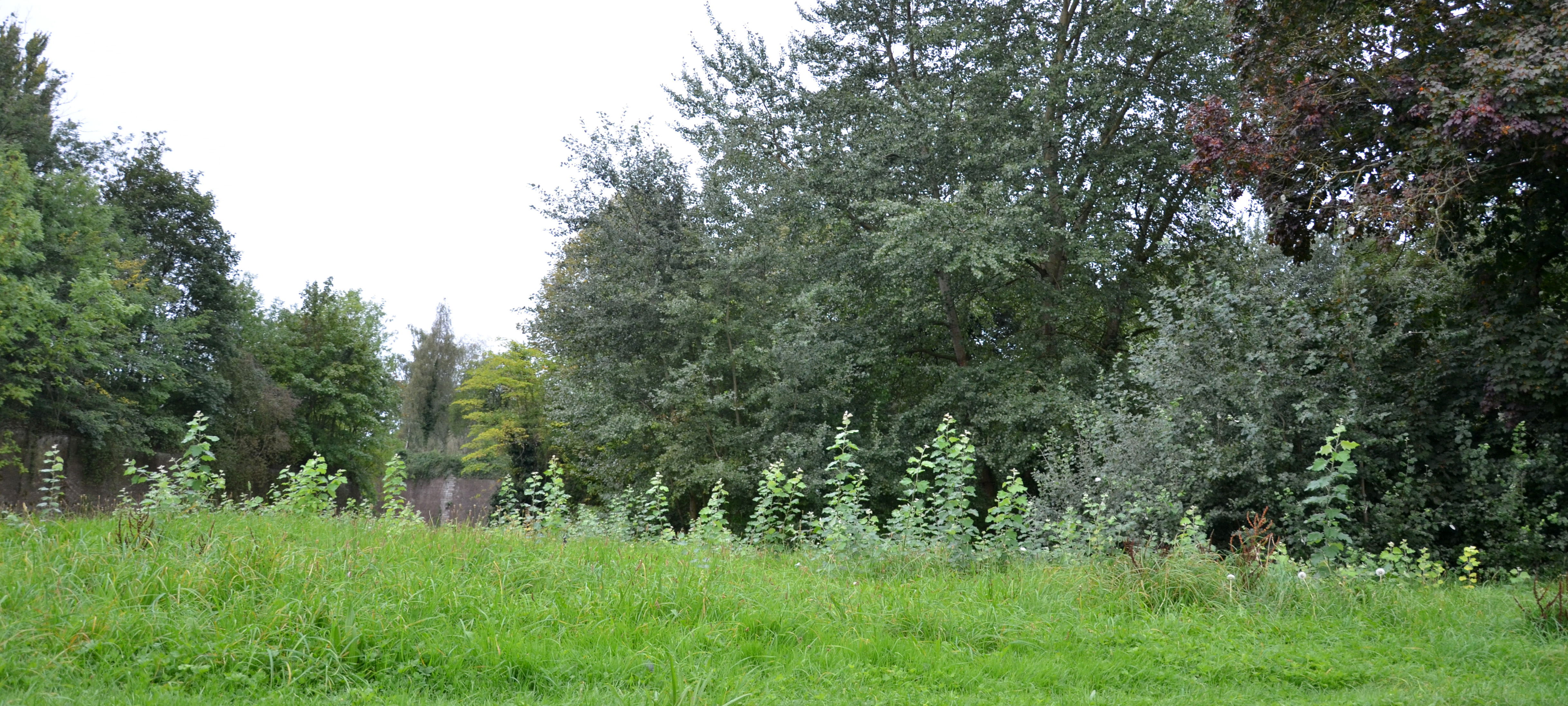
Vue d’une vingtaine de drageons issus d’une même racine de peuplier (l’arbre-mère est à droite, non visible sur la photo) ; le peuplier (Espèce pionnière) est l’une des espèces fortement susceptible de se reproduire par drageons, mais ses branches tombées au sols prennent parfois également spontanément racine (bouturage), éventuellement après avoir été transportées au loin par une inondation. Par ailleurs son pollen anémophile est facilement diffusé sur de grandes distances.

L'une des préoccupations scientifiques concernant les arbres GM est leur potentiel de dispersion généralisée des graines et de pollinisation.
- ces arbres GM sont en effet phénotypiquement semblables à leurs cousins sauvages, et beaucoup d’espèces (dites anémophiles) ont un pollen qui se diffuse loin par le vent, faisant que le risque d'évasion transgénique par pollinisation croisée avec des espèces sauvages compatibles est élevé et difficilement détectable[23]. (le pollen de pin parcourt facilement des centaines de km est parfois retrouvé jusqu'à 3 000 kilomètres de sa source[24]
- La plupart des espèces d'arbres produisent des graines qui ont aussi un fort pouvoir de dispersion [par l’eau (hydrochorie), les animaux (anémochorie)…][25].
- des essences pionnières comme les saules et peupliers qui sont fréquentes en bordure de cours d’eau et de zones humides se bouturent très facilement y compris de manière spontanée (une branche cassée prend racine et produit un clone de l’arbre « mère ») et éventuellement à distance (si la branche est transportée par l’eau). Les peupliers sauvages produisent rapidement de grandes quantités de drajeons (« rejets » à partir de racines).
- En outre, à la différence d’une plante annuelle cultivée, de nombreuses espèces d'arbres se reproduisent chaque année et durant des décennies avant d'être récoltées[26] pouvant produire des dizaines de milliers de graines (faites pour se diffuser dans l’environnement).
- Les arbres comptent parmi les espèces qui ont un génome complexe et massif ; assurer que des arbres génétiquement modifiés restent stériles et incapables de reproduction végétative est encore impossible, malgré les efforts sont déployés[27].
- On sait maintenant que les plantes ont également un microbiote externe et interne, qui peut en partie être présent dans le pollen et la graine (et ainsi transmis aux générations suivantes), et pour l’entretien duquel les insectes joueraient un rôle important ; des arbres tuant les insectes pourraient éventuellement perturber ce microbiote[réf. nécessaire]

.
- On pense aussi que le contexte du réchauffement climatique pourrait augmenter la dispersion de flux de certains pollens et propagules (via les tempêtes et/ou inondations plus fréquentes » et on voit déjà qu’en zone froide ou tempérée, la saison pollinique commence plus tôt et se termine plus tard. Ceci vaut a priori aussi pour les arbres transgéniques.
- des effets inattendus sont souvent constatés sur les organismes auxquels on a inséré un ou des gènes d’autres organismes : ainsi lors d'essais expérimentaux de terrain en Allemagne, des peupliers tremble hybrides (Populus tremula L. × Populus tremuloides Michx.) génétiquement modifiés présentaient des taux hormonaux anormaux dans les bourgeons, et ces arbres (expérimentaux) ont fleuri deux semaines plus tôt que leurs homologues naturels indigènes (dans ce cas la modification génétique était l’insertion par transgenèse du gène rolC venant d’Agrobacterium rhizogenes contrôlé par le promoteur 35S du virus de la mosaïque du chou-fleur et le promoteur rbcS, inductible par la lumière de la pomme de terre) ; selon les auteurs cet effet inattendu pourrait être dû au fait que l’arbre est une plante ligneuse [28].

La majorité des chercheurs a donc considéré depuis les années 1980 que les arbres génétiquement modifiés méritent des considérations environnementales particulières (par rapport aux autres cultures génétiquement modifiées), faisant que les expériences sont généralement soigneusement contrôlées.
Certains généticien des arbres, comme Steve Strauss, ont affirmé qu’un confinement complet serait possible avant 2020, mais en 2019, de nombreuses questions demeurent.

## Utilisations et essences recherchées
La part (minoritaire) de l’industrie biotechnologique qui cherche à développer les arbres GM les présente comme ayant des traits nouveaux offrant des avantages pour l'industrie, les forestiers voire les consommateurs. 
En raison des coûts élevés en matière d’études, d’études d’impact de précaution dans ce type de recherche, la majorité des arbres génétiquement modifiés pour la sylviculture (ou à l’étude) sont des arbres de plantation destinés à des cultures massives tels que l'eucalyptus, le peuplier et le pin .
En 2007, à l'université de Washington a été développé un peuplier OGM capable de métaboliser et détruire le trichloréthylène souillant certaines friches industrielles pollués.

### Bas taux de lignine
Plusieurs sociétés et organisations (notamment ArborGen, GLBRC , ...) de l'industrie des pâtes et papiers cherchent à produire des arbres GM dont le bois présenterait un taux de lignine très diminué (voire absent). Les essences testées et localement cultivées des eucalyptus et des peupliers ). 
La lignine doit être éliminée pour produire un papier blanc ce qui se faisait par la cuisson et/ou un traitement chimique couteux et polluant (puis via des procédés enzymatiques) ; il a été estimé que fortement réduire le taux de lignine du bois pourrait diminuer le coût de la pâte à papier, de jusqu'à 15 dollars/m3 ,  et réduire dans l’usine le besoin d’intrants (eau, agents de blanchiment) , en rendant l’usine moins polluante .
Inconvénient : la lignine est le polymère naturel qui donne au bois sa rigidité et sa résistance aux insectes. On a confirmé au début du XXIe siècle qu’un arbre pauvre en lignine est vulnérable au vent, au poids de la neige ou de la glace, aux agents pathogènes et aux maladies  et donc une espérance de vie diminuée , ce qui risque in fine d’entrainer un usage accru de pesticides (qui contriburait au développement de résistances d’insectes aux pesticides et des rotations encore plus courtes (au détriment des sols et de la tranquillité de la faune forestière (par rapport aux forêts ou plantations classiques) . Des biogénéticiens ont donc proposé d’aussi modifier le génome de l’arbre pour lui faire produire une molécule insecticide (Bt), tout au long de sa vie, et dans toutes ses parties, avec cette fois comme nouvel inconvénient que les feuilles, le bois et le pollen de l’arbre deviennent alors un poison pour les insectes, au détriment de la faune insectivore qui joue un rôle important en forêt et dans les cultures proches. Secondairement un tel arbre peut se retrouver « hypercompétitif » et jouer dans l’écosystème un rôle comparable à celui des « super-mauvaises herbes » qui deviennent de plus en plus difficiles à contrôler.
Au début des années 2010, l'université Columbia teste une alternative : introduire des liaisons chimiquement labiles (en insérant un gène de la plante Angelica sinensis qui fait que la lignine de l’arbre de se décomposera ensuite beaucoup plus facilement à 100 °C dans la papeterie  tout en conservant pour l’arbre son potentiel de croissance et de résistance (tant qu’il est en bonne santé).
Une autre alternative, non transgénique, serait d’utiliser dans l’usine des enzymes de champignons lignivores (pouvant être produits par des microorganismes génétiquement modifiés plus faciles à contrôler) pour décomposer la lignine dans l’usine, mais elle demande un temps de traitement plus long pour le papetier.

### Tolérance au gel
L’industrie du bois et de la fibre cellulosique a introduit des arbres tropicaux comme l’Eucalyptus (d’origine australienne) dans des pays où les hivers sont trop froids pour cette essence. Ainsi aux États-Unis, jusqu’au début des années 2000 on en réussissait bien la culture d'eucalyptus à pâte à papier que dans la pointe sud de la Floride ; adapter des arbres au froid permettrait de les cultiver plus au nord et plus en altitude (si l’eau y est disponible) .
Des eucalyptus GM tolérants au gel et destinés à être utilisés dans les usines du sud des États-Unis sont actuellement testés sur des sites en plein air dans cet objectif.
ArborGen basé en Nouvelle-Zélande, mais qui est une coentreprise entre International Paper Company (USA), MeadWestvaco (USA), Rubicon (New Zealand)), MeadWestvaco (États-Unis) et International Paper (États-Unis)  mènent cette recherche.

### Vigueur réduite
Les OGM visent habituellement à rendre la plante plus vigoureuse, mais il existe une exception : Les arbres de vergers utilisent généralement un porte-greffe (parfois « nain ») dont la vigueur doit être réduite afin qu’il ne rejettent pas la greffe, qu’il ne prennent pas le dessus sur les greffons, et surtout qu’il ne pousse pas en hauteur (haute-tige), ce qui rendrait la cueillette plus difficile. 

Des généticiens proposent de se passer de porte greffe en modifiant l’arbre support de greffe moins vigoureux et en réduisant sa hauteur à maturité (basse-tige). 

Depuis 2015 au moins, des recherches portent donc sur les moyens de génétiquement contrôler la vigueur des porte-greffes de verger (de pommier, poirier...),.

### Croissance accélérée
La croissance des peupliers a été fortement accélérée depuis deux siècles via des techniques classiques de sélection végétale (par hybridation et sélection des individus à croissance rapide) : Des pépiniéristes fournissent des clones qui grandissent jusqu’à 5 m de hauteur par an. Certains de ces arbres permettent une récolte dès 15 ans voire moins, contre 30 à 80 autrefois. 
Inconvénients : Ces cycles de récolte plus courts sont appréciés des populiculteurs, mais les arbres consomment alors plus d’eau et de nutriments, et souvent tout en devenant beaucoup plus vulnérables aux rouilles et/ou à certains déprédateurs.
Des papetiers et sylviculteurs aimeraient pouvoir produire encore plus de bois et plus rapidement sur leurs parcelles. Des eucalyptus GM à croissance accélérée ont donc été mis au point pour eux sur la période 2015-2016 à des fins de commercialisation dans les États qui les autoriseraient .
En Amérique, cette recherche est portée par FuturaGene, une société de biotechnologie appartenant à Suzano (groupe industriel brésilien de pâtes et papiers). 
Selon le directeur général de Futura Gene, Stanley Hirsch, en 2012, « ces arbres lors des tests poussent plus vite et en étant plus épais ». Cette entreprise veut réduire le temps séparant deux coupes rases de 7 à 5,5 ans, ce qui implique qu’au moment de la coupe l’arbre ait produit 20 à 30 % de bois de plus que la normale .
Divers auteurs craignent que ceci puisse encore exacerber les impacts négatifs de la sylviculture dynamique basée sur les coupes rases et plantations artificielles. Ces boisements à croissance rapide demandent beaucoup plus d’eau et de nutriments, au détriment des autres espèces, des écosystèmes antérieurement en place ou voisins,, et éventuellement au détriment des communautés autochtones.
Au début des années 2010, des chercheurs de l'université de Manchester, financés par le « Biotechnology and Biological Sciences Research Council » ont modifié le génome d’une peuplier pour surexprimer 2 gènes dits PXY et CLE (connus depuis 2010 chez pour contrôler le taux de division des cellules de la tige/tronc). En 2015, d’après les premiers tests, les jeunes arbres qui ont été ainsi génétiquement modifiés poussent deux fois plus vite que la normale, atteignent une taille plus grande et ont plus de feuilles, mais ils doivent encore être testés sur le terrain , (ces arbres auront l’inconvénient d’offrir plus de prise au vent en cas de tempête et un besoin en eau et nutriments plus important par unité de temps de croissance).

### Résistance aux maladies
Alors que dans le contexte du dérèglement climatique et de l’artificialisation des forêts et boisements (où les clones sont de plus en plus présents et où la biodiversité se réduit), les maladies des arbres semblent se développer, les entreprises de biotechnologies cherchent à produire des arbres moins vulnérables à certaines maladies et/ou déprédateurs.
Ceci concerne notamment le châtaignier d'Amérique victime de la brûlure du châtaignier et l'orme anglais victime de la graphiose de l'orme qui a décimé la plupart des ormes en Europe de l’Ouest à partir du milieu des années 1970 (sans cependant tuer les individus jeunes). Une idée est de créer des ormes et châtaigniers résistants pour les réintroduire dans la nature alors que ces espèces ont presque disparu des forêts sauvages où elles étaient courantes quelques décennies plus tôt.
Ce type de modification génétique est testé, parallèlement aux techniques de sélection traditionnelles visant à sélectionner des plants (clones éventuellement) résistance aux maladies.

## Le cas de la Chine
En 2002, l'Administration forestière nationale de la Chine fut la première à approuver la culture à vocation commerciale de certains peupliers GM. 
Environ 1,4 million de peupliers modifiés pour produire l’insecticide Bt ont alors été plantés dans 7 lieux différents, sur des parcelles de 300 à 500 ha, conjointement à des variétés conventionnelle de peupliers (afin de fournir des refuges afin d’éviter le développement d’une résistance au Bt chez les insectes) . L’objectif était double : 1) production commerciale de bois et 2) une contribution au projet «Green Wall», visant à freiner l’extension de la désertification en Chine .
Dès 2005, des rapports prouvent que des peupliers GM se sont déjà disséminés au-delà de la zone de plantation initiale et en 2006, on montre que des peupliers indigènes sont déjà contaminés par le gène codant la production de l’insecticide Bt (qui est également produit par d’autres OGM en Chine).

Comme le montre un article publié en 2010 par la Society for Ecological Research et l’institut Testbiotech, ce fait suscite des inquiétudes, notamment en raison du caractère productif de pesticide susceptible de conférer un avantage sélectif « positif » au peuplier, au détriment des insectes et organismes insectivores et d’autres espèces.

## Anecdotes
- Dans le monde de l'art plusieurs projets s'inspirent des biotechnologies. Georg Tremmel et Shiho Fukuhara, deux étudiants diplômés en 2003 du Royal College of Art de Londres proposent des funérailles biotechnologiques basées sur l'intégration d'une partie de l'ADN du mort dans celui d'un pommier devenant alors transgénique et portant une «signature biologique» du défunt. Une fois la graine germée, cette signature serait alors présente dans chaque cellule de l'« arbre-tombal » et de ses descendants. Ces étudiants ont créé une start-up (« art venture », baptisée Biopresence[62]) et obtenu 80 000 francs d'une institution publique. « L'ADN doit être vu comme le code de la vie, mais que se passe-t-il si ce code est transmis d'un organisme à un autre, s'interrogent les deux artistes sur leur site biopresence.com. Mon ADN va poursuivre sa vie dans un arbre après ma mort. Est-ce que cela signifie que je suis toujours en vie ? Nous sommes intrigués par la faculté de notre projet de susciter des questions sur les limites du moi, la signification de la mort et la possibilité de la vie éternelle »[63]. Un journaliste du Temps note que « l'autorisation pour planter des pommiers ainsi modifiés n'est de loin pas acquise » ajoutant que « le pommier ne conservera en mémoire du défunt qu'une modification génétique passant totalement inaperçue et dont le contenu n'aurait de sens que dans la tête des inventeurs du concept. Il est nettement plus efficace de graver le nom de la personne dans l'écorce. »[63]